# Florient Azoulay
Pour les articles homonymes, voir Azoulay.
Florient Azoulay est un dramaturge, metteur en scène, auteur, traducteur, pédagogue et comédien français né le 19 mai 1975 à Cagnes-sur-Mer.
Il est, avec Xavier Gallais, le directeur artistique et pédagogique de La Salle blanche à Paris.

## Biographie
Après des études d'art dramatique au Conservatoire de Nice et de lettres modernes à l'université de Nice Sophia Antipolis, où il s'intéresse aux rapports entre peinture et théâtre et établit la première édition universitaire des pièces manuscrites du peintre symboliste Gustav Adolf Mossa,, Florient Azoulay devient le dramaturge de Jacques Weber alors directeur du Théâtre national de Nice.
Il collabore avec lui dans de nombreux projets comme son Seul en scène puis Cyrano de Bergerac d'Edmond Rostand (avec Xavier Gallais, Marina Hands, Loïc Corbery), Ruy Blas de Victor Hugo adapté pour la télévision par Jean-Claude Carrière (avec Xavier Gallais, Jacques Weber, Gérard Depardieu, Carole Bouquet, Jacques Sereys), Phèdre de Jean Racine (avec Carole Bouquet, Niels Arestrup, Jean-Pierre Jorris, Jacques Frantz)  et Ondine de Jean Giraudoux (avec Xavier Gallais et Laetitia Casta).
Il travaille ensuite avec Niels Arestrup à une adaptation de l'ouvrage de Rainer Maria Rilke, Les Lettres à un jeune poète, spectacle que la critique salue,,, et dans lequel Niels Arestrup est nommé en 2006 au Molière du comédien.
Il crée en 2008 une compagnie de théâtre avec Tamara Krcunovic et Xavier Gallais, la Compagnie KGA. Avec Xavier Gallais commence alors une longue et fructueuse collaboration. Florient Azoulay coécrit avec lui des adaptations de romans : Les Nuits blanches d'après Fiodor Mikhaïlovitch Dostoïevski, Faim d'après Knut Hamsun qui connaît un succès critique dans la mise en scène d'Arthur Nauzyciel,,,, et qui a notamment été jouée aux Etats-Unis au Princeton French Theater Festival, Le Fantôme d'Aziyadé d'après Pierre Loti qui a fait l'objet d'une adaptation radiophonique sur France Culture et que la presse salue également,,,,,,,,,.
Chargé de cours de dramaturgie au Conservatoire national supérieur d'art dramatique de Paris (CNSAD) dans la classe de Xavier Gallais entre 2013 et 2018, il coécrit avec lui des pièces, notamment dans le cadre des Journées de juin : Chantier Chantecler d’après Edmond Rostand, L'Orestexcerptsie d’après Eschyle, Sophocle et Euripide, A Little too much is not enough for U.S., fresque sur l'affaire Julius et Ethel Rosenberg, et Lower Yoknapatawpha d'après William Faulkner.
En tant que metteur en scène, il intervient aussi bien au théâtre qu'à l'opéra. Pour Hermès International, il conçoit et met en scène des œuvres pluridisciplinaires représentées dans des lieux comme les docks de Hambourg, le Musée des Arts Décoratifs de Paris ou le Bâtiment des Forces motrices à Genève. Il crée notamment Le Songe de Don Quichotte, spectacle équestre qu'il met en scène au Grand Palais, avec Bruno Todeschini dans le rôle-titre. Il œuvre à cette occasion avec I Could Never Be A Dancer et Mario Luraschi. Lors de ces évènements qu'il met en scène, il travaille avec des chefs cuisiniers français comme Jérémy Galvan ou Virginie Basselot.
Il participe également à la création d'œuvres contemporaines théâtrales ou musicales : Un deux Un deux et En rêvant Le maître ignorant de François Bégaudeau, les opéras-documentaires de Mauro Patricelli joués au Danemark et en Italie, dont Skattegraveren (nommé au Prix Reumert (en) en 2019) et Bella Ballerina (avec le Danish National Symphony Orchestra et le Danish Radio Big Band dirigés par James Sherlock), ainsi que plusieurs compositions d'Hélios Azoulay, son frère jumeau, dont Aaaaaa…aah ! catastrophe sonore, grande clameur qui ouvre Marseille-Provence 2013 au Théâtre national de La Criée.
Il collabore avec des vidéastes (Henning Lohner, Laurent Fiévet), des artistes comme Laurent Derobert, des plasticiens (Alexandre Benjamin Navet ou Yoann Mathurin avec qui il crée Le B. de G. de N. pour la HEAD, Haute École d’Art et de Design de Genève).
De 2017 à 2023, il est artiste associé au théâtre du Château de Valençay. Il y crée de multiples formes où se mêlent musique et littérature.
Il met en espace et fait en France (Théâtre du Rond-Point, Maison de la Poésie, Arènes de Lutèce, la Gaîté-Lyrique, Théâtre du Chêne noir...) et à l’étranger (Château de Coppet en Suisse, Fondation Lorin de Tanger...) de nombreuses lectures publiques seul ou avec d'autres artistes (Olivier Py, Louis-Do de Lencquesaing, Marie-Sophie Ferdane, Marie-Christine Barrault, Bernadette Lafont, Florence Darel, Xavier Gallais, Matei Vișniec, Claire Chazal, Birane Ba, Anne Bouvier, Christophe Montenez...) 
Son travail dans le domaine musical occupe une part importante de ses créations. Il élabore, met en scène ou interprète des récitals avec des ensembles (Orchestre de chambre de Genève dirigé par Raphaël Merlin, Ensemble Aedes dirigé par Matthieu Romano, Chœur Sorbonne Université dirigé par Frédéric Pineau,  Orchestre national de Cannes dirigé par Philippe Bender, Société de Musique Ancienne de Nice dirigé par Alain Joutard, Orchestre du Printemps dirigé par Edwin Crossley-Mercer (de), Ensemble de Musique Incidentale dirigé par Hélios Azoulay, L'Itinéraire...) ou des instrumentistes et des compositeurs de tous horizons (Jean-Frédéric Neuburger, Christian-Pierre La Marca, Olivier Innocenti, Abed Azrié, Joël Grare, Raphaël Sévère, Matteo Cesari, Nicolas Horvath, Laurent Wagschal, Thomas Dunford, Symo Reyn, Joakim Bouaziz, Noëmi Waysfeld, Guillaume de Chassy, Raquel Camarinha, Yoan Héreau, Patrica Petibon, Thierry Escaich...) 
Avec orchestre ou en musique de chambre, il aborde en France (Opéra de Nice, Institut du monde arabe, Les Flâneries musicales de Reims, Le Printemps de Rouen...) et à l'étranger (British Library à Londres, Messner Mountain Museum en Italie...), le mélodrame romantique (Franz Liszt, Johannes Brahms, Richard Strauss), le théâtre musical (Igor Stravinsky, Erik Satie), le conte pour enfants (Sergueï Prokofiev, Francis Poulenc, Claude Debussy), l'opéra pour enfants (Hans Krása, Claude-Henry Joubert). Il interprète également le répertoire moderne (Astor Piazzolla, Viktor Ullmann) et contemporain (Walter Thompson (en), Frederic Rzewski, Philip Glass). Il assure la création d'œuvres pour récitant écrites à son intention (Franck Smith, Hélios Azoulay, Dmitri Kourliandski).
Pour le Projet Bloom, dont il a assuré la codirection artistique avec Colin Roche et Tristan Cormier de 2014 à 2017, il crée notamment La Pharmacie des mots et Étude de fesses.
En tant qu'auteur, il écrit seul ou en collaboration des adaptations et des textes originaux, publiés aux Belles Lettres, à La table Ronde ou à La Librairie Vuibert. Plusieurs de ses articles sur la question de l'oralité et de l'éloquence ont été publiés à la Nouvelle Revue Pédagogique,,. Il co-traduit également les pièces emblématiques de Complicite et Simon McBurney, Mnemonic et Apologie d'un mathématicien - A Disappearing Number.
Pour Les Belles Lettres, il dirige depuis 2019 avec Yan Brailowsky une nouvelle série de traductions du théâtre de William Shakespeare confiées à des dramaturges, des poètes ou des romanciers. Il dirige également pour Les Belles Lettres la réédition de la collection Shakespeare illustrée par Richard Peduzzi.
En association avec le Théâtre de La Reine blanche - Scène des arts et des sciences -, il fonde en 2019 avec Xavier Gallais et Elisabeth Bouchaud, un lieu de création et de formation à Paris : La Salle blanche - Le Laboratoire de l'acteur-chercheur. Il en assure avec Xavier Gallais la direction artistique et pédagogique.

## Dramaturgies
- 2001 : Cyrano de Bergerac d'Edmond Rostand, mise en scène de Jacques Weber (Théâtre national de Nice ; MC93 Bobigny)
- 2002 : Phèdre de Jean Racine, mise en scène de Jacques Weber (Théâtre national de Nice ; Théâtre Déjazet, Paris)
- 2002 : Ruy Blas de Victor Hugo, adapté par Jean-Claude Carrière et réalisé par Jacques Weber (Téléfilm France télévisions)
- 2003 : Seul en scène de Jacques Weber (Théâtre national de Nice ; Théâtre de la Gaîté-Montparnasse, Paris)
- 2004 : Ondine de Jean Giraudoux, mise en scène de Jacques Weber (Théâtre Antoine - Simone Berriau, Paris ; Théâtre Vidy-Lausanne, Suisse)
- 2005 : Lettres à un jeune poète d'après Rainer Maria Rilke, mise en scène de Niels Arestrup (Théâtre La Bruyère, Paris)[36]
- 2009 : « Mais lorsque, par un pur hasard, » d’après Edmond Rostand, mise en scène de Xavier Gallais (Théâtre Olympe de Gouges, Montauban)
- 2010 : Mezz Suite[37] d'Hélios Azoulay d'après Milton Mezz Mezzrow et Bernard Wolfe (Théâtre des Carmes André Benedetto, Avignon)
- 2013 : Un deux un deux de François Bégaudeau, mise en scène de Mélanie Mary (Théâtre de Belleville, Paris ; La Ferme du Buisson, Noisiel)
- 2013 :  Aaaaaa…aah ! catastrophe sonore d'Hélios Azoulay (Théâtre national de la Criée, Marseille)
- 2014 : Liszt, l'Italie et la Rai d'après Filippo Tommaso Marinetti (Institut culturel italien, Paris)
- 2014 : Flânerie, œuvre déambulatoire inspirée de Germaine de Staël (Château de Coppet, Suisse)
- 2015 : La Pharmacie des mots d'après Morten Søndergaard (en) (Galerie EOF, Paris)
- 2015 : Étude d'Altitude d'après Rick Bass (Messner Moutain Museum, Kronplatz, Italie)
- 2015 : Le Livre des tables d'après Victor Hugo (Galerie Hus[38], Paris)
- 2015 : Scandale à Rome d'après Cicéron, mise en scène de Xavier Gallais (Centre dramatique national d'Orléans)
- 2016 : Contain-Air, ballet de Fabrice Guillot, compagnie Retouramont[39] (Docks du port de Hambourg)
- 2016 : Marchait dans la couleur d'après George Didi-Huberman (Galerie Hus, Paris)
- 2016 : Dansejæger, opéra documentaire de Mauro Patricelli (Théâtre Betty Nansen, Copenhague, Teater Momentum (en), Odense)
- 2018 : Peanuts Piano Project, fantaisie musicale et théâtrale inspirée par l'œuvre Charles Monroe Schulz (Galerie Hus, Paris ; Palais de Tokyo, Paris)
- 2018 : All Stars Project, fantaisie musicale et théâtrale inspirée par l'œuvre de Charles Monroe Schulz (Grand Palais, Paris)
- 2019 : Solstice païen d'après Viviane Lièvre et Jean-Yves Loude (Musée des Confluences, Lyon)
- 2019 : Skattegraveren, opéra documentaire de Mauro Patricelli, mise en scène de Klaus Risager (Opéra de Copenhague ; The Nordic House, îles Féroé ; No'hma, Milan)
- 2019 : 'bout Maur. R. & 'bout R. Braut. (or maybe more) d'après Maurice Ravel et Richard Brautigan (Palais de Tokyo, Paris)
- 2021 : Aux Thermes de l'horizon, fantaisie musicale et théâtrale (Les Bains pompéiens ; Les Franciscaines, Deauville)
- 2021 : Bella Ballerina, opéra documentaire de Mauro Patricelli (Glyptothèque Ny Carlsberg ; DR Koncerthuset, Copenhague ; Académie du Danemark, Rome)
- 2022 : Life Story, fantaisie musicale et théâtrale (Théâtre de Nîmes)
- 2022 : Ro(ma)nces d'après Sophie Gail et Cécile Coulon (Musée de l'atelier Rosa Bonheur, Thomery ; Les Plateaux Sauvages, Paris)
- 2023 : Bubbles and Funny Byzantium, fantaisie musicale, mise en scène d'Antoine Platteau (Hôtel de Béhague, Paris)
- 2023 : Le Carnavaux des animals, fantaisie théâtrale et musicale d'après Camille Saint-Saëns (Festival Idéklic, Moirans-en-Montagne)
- 2023 : To Shake and To Cerve, confidence musicale et théâtrale inspirée par William Shakespeare et Miguel de Cervantes (La Bibliothèque infinie, Van Cleef & Arpels, Paris)
- 2023 : Die Postbotin / Le Facteur, performances théâtrales (Hermès Genève ; Hermès Zurich Bahnhofstrasse, Suisse)
- 2024 : Supplément d'âme, humblement, fantaisie musicale, mise en scène d'Antoine Platteau (Mobilier national, Paris)
- 2024 : Un Voyage d'hiver, récital d'après Wilhelm Müller et Franz Schubert (Abbaye de Noirlac, Bruère-Allichamps ; La Scala Provence, Avignon)
- 2024 : Poppins Piano Project, fantaisie théâtrale et musicale d'après Pamela Lyndon Travers (Festival Idéklic, Moirans-en-Montagne)
- 2024 : En rêvant Le maître ignorant, comédie politique de François Bégaudeau librement inspirée de Jacques Rancière, mise en espace d'Isabelle Duprez (Théâtre Traversière, Paris)
- 2024 : The Beautree Pageant, performance théâtrale (Hermès Zurich Bahnhofstrasse, Suisse)
- 2025 : Fleuve, pour orchestre symphonique, violoncelle, piano et deux récitants (Bâtiment des Forces Motrices, Genève, Suisse)
- 2025 : Love Letters, inspiré par l'œuvre musicale et littéraire de Clara et Robert Schumann (Théâtre des Bouffes-du-Nord, Paris ; Palais Bondy, Lyon ; L'Alhambra, Genève, Suisse)
- 2025 : Points d'orgue, pour chœur, orgue et violoncelle, mise en scène d'Antoine Platteau (Petit Palais, Paris)
- 2025 : Carré Style, performance théâtrale (Hermès Lausanne, Suisse)

## Mises en scène
- 2009 : La Voix humaine, opéra de Francis Poulenc, livret de Jean Cocteau (Muséum d'histoire naturelle d'Aix-en-Provence)
- 2015 : Étude de fesses, fantaisie musicale et théâtrale (Le Lucernaire, Paris)
- 2015 : Esprits (du Bauhaus), êtes-vous là ?, œuvre-exposition théâtrale et musicale (Musée des Arts décoratifs, Paris)
- 2017 : Le Bal des objets, œuvre-exposition théâtrale et musicale (Bâtiment des forces motrices, Genève)
- 2017 : Le Songe de Don Quichotte, spectacle équestre (Grand Palais, Paris)
- 2018 : Après la violence de Jean-Pierre Barou, lecture mise en espace (Théâtre Beaux-Arts Tabard, Montpellier)
- 2018 : L'Appartement, œuvre déambulatoire théâtrale, musicale et chorégraphique (Hermès, 42 avenue George V, Paris)
- 2019 : L'Envol, spectacle équestre et musical en collaboration avec Lorenzo (Grand-Palais, Paris)
- 2019 : Le Fantôme d'Aziyadé d'après Pierre Loti, mise en scène en collaboration avec Xavier Gallais (Avignon-Reine Blanche ; Le Lucernaire, Paris)
- 2020 : If Music Be the Food of Love, récital théâtral d'après Les Sonnets de William Shakespeare (La Fonderie, Le Mans)
- 2021 : Rototo 1er de Charles Dantzig, lecture mise en espace (Théâtre du Rond-Point, Paris)
- 2022 : L'Âme et le geste, ballet équestre en collaboration avec Denis Marquès (Grand Palais éphémère, Paris)
- 2023 : Soirée des Talents Adami Classique (Le Bal Blomet, Paris)
- 2023 : La Nuit des Artistes, cérémonie de l'ADAMI (Pachamama, Paris)
- 2023 : A Propos du lapin d'Alice, d'Ulysse et de quelques autres, œuvre théâtrale et musicale (Hermès, 24 rue du Faubourg Saint-Honoré, Paris)
- 2023 : Ondine, pour chœur et récitant (Hermès, 17 rue de Sèvres, Paris)
- 2024 : Soirée des Talents Adami Classique (Le Bal Blomet, Paris)
- 2024 : La Nuit des Artistes, cérémonie de l'ADAMI (Pachamama, Paris)
- 2024 : Après la Vague, pour chœur, percussionniste et récitant (Gaztelur, Arcangues)
- 2025 : perf 1L3A1U0-1R9E3S8 vent, inspiré par Colette Peignot et Pétrarque (Collection Lambert, Avignon)
- 2025 : Quand je songe à tous les livres qu'il me reste à lire, j'ai la certitude d'être encore heureux, pour comédiens, danseurs et musiciens (Bibliothèque nationale de France - Richelieu, Paris)
- 2025 : Quel bon vent vous amène ?, pour trio vocal et galoubet-tambourin (Hermès, Aix-en-Provence)
- 2025 : The Twelve Leopards, pour chœur et récitant (Four Seasons, Macao, Chine)
- 2025 : L'Heure espagnole, opéra de Maurice Ravel, livret de Franc-Nohain (Abbaye Saint-Maurice de Carnoët, Clohars-Carnoët)[40],[41]

## Œuvres et adaptations théâtrales

### Seul
- 2010 : Le B. de G. de N., dérive en bus touristique (HEAD, Genève)
- 2012 : La Vénus de Copenhague (Parvis de l'Hôtel de Ville de Beausoleil)
- 2013 : Les Habits neufs - Première et deuxième démarque d'après Hans Christian Andersen, avec l'Ensemble l'Itinéraire (CRR de Boulogne-Billancourt)
- 2016 : King Lear conférence d’après Charles Lamb et William Shakespeare, mise en scène de Xavier Gallais (Maison du Barreau, Paris ; Château de La Motte Tilly)

### En collaboration avec Xavier Gallais
- 2008 : Les Nuits blanches d'après Fiodor Mikhaïlovitch Dostoïevski, mise en scène de Xavier Gallais (Théâtre des Béliers, Avignon ; Théâtre national de Nice)
- 2011 : Faim d'après Knut Hamsun, mise en scène d'Arthur Nauzyciel (Théâtre de la Madeleine, Paris ; Centre Dramatique National d'Orléans)
- 2014 : Chantier Chantecler d'après Edmond Rostand, mise en scène de Xavier Gallais (Salle Louis Jouvet, CNSAD, Paris)
- 2015 : L'Orestexcerptsie d'après Eschyle, Sophocle et Euripide, mise en scène de Xavier Gallais (Théâtre du CNSAD, Paris)
- 2016 : A Little Too Much Is Not Enough for U.S., mise en scène de Xavier Gallais (Théâtre du CNSAD, Paris)
- 2018 : Lower Yoknapatawpha d’après William Faulkner, mise en scène de Xavier Gallais (Théâtre du CNSAD, Paris)
- 2019 : Le Fantôme d'Aziyadé d'après Pierre Loti, mise en scène en collaboration avec Xavier Gallais (Avignon-Reine Blanche ; Le Lucernaire, Paris)

### En collaboration avec d'autres auteurs
- 2020 : Majorana 370, en collaboration avec Elisabeth Bouchaud, mise en scène de Xavier Gallais (Théâtre de la Reine blanche, Paris)

### En collaboration avec La Salle Blanche
- 2021 : La Grande Peur des bien-portants inspiré par Albert Camus, Stephen King et Octave Mirbeau, mise en scène Xavier Gallais (La Salle Blanche, Paris ; Château de Valençay)
- 2022 : Deconstructing Peter inspiré par James Matthew Barrie, mise en scène de Xavier Gallais (La Salle Blanche, Paris ; Château de Valençay)
- 2023 : Virginia Christi inspiré par Agatha Christie et Virginia Woolf, mise en scène de Xavier Gallais (La Salle Blanche, Paris ; Théâtre de la Reine blanche, Paris)
- 2024 : Hasard et destins inspiré par Ian Fleming et Piotr Ilitch Tchaïkovski, mise en scène de Xavier Gallais (La Salle Blanche, Paris ; Théâtre de la Reine blanche, Paris)
- 2025 : Lying OZ inspiré par Lyman Frank Baum et Dorothy Scarborough, mise en scène de Xavier Gallais (La Salle Blanche, Paris ; Théâtre de la Reine Blanche, Paris)

## Pièces radiophoniques
- 2019 : Le Fantôme d'Aziyadé (en collaboration avec Xavier Gallais), pièce en cinq épisodes réalisée par Baptiste Guiton[42],[43]
- 2023 : Fondation On Air, performance radiophonique (Studio Gabriel, Paris)

## Commissariats et scénographies d'exposition
- 2020 : Du Louvre à Valençay, 1939-1946 (Château de Valençay)[44],[45],[46],[47],[48],[49],[50],[51],[52]
- 2024 : Pierre Mézin, Pratique des combos, 2018-2023 (Galerie Au Médicis, Paris)

## Publications

### Pièces
- 2013 : Les Habits neufs[53]
- 2015 : Faim[54]
- 2018 : Le Fantôme d’Aziyadé[55]
- 2020 : Majorana 370[56]
- 2022 : Les Nuits blanches[57]

### Essais
- 2014 : La Vie cachée des écrivains[58]

### Traductions
- 2012 : Mnemonic de Complicite / Simon McBurney[59]
- 2014 : Winnie ille Pu - Winnie le Pfou d'Alan Alexander Milne et Alexander Lenard (illustrations d'Ernest Howard Shepard)[60]
- 2017 : Apologie d'un mathématicien - A Disappearing Number de Complicite / Simon McBurney[61]
- 2019 : Les Contes de Shakespeare de Charles Lamb et Mary Lamb (illustrations de Benjamin Van Blancke)[62]

### Livres d'artiste
- 2010 : Le B. de G. de N.[63]
- 2019 : « Dans le Voisinage de Pascal Dusapin » in Pascal Dusapin (en collaboration avec Pascal Dusapin et Irina Kaiserman)[64]
- 2021 : Six Précipités (comédies)[65]

### Ouvrages collectifs
- 2013 : « Reunion », in Lohner / Carlson - Silences - Active Images[66]
- 2017 : « Et maintenant, fini de rire », postface de L'Humour juif expliqué à ma mère (anthologie de Franck Médioni, préface de Boris Cyrulnik, illustrations de Serge Bloch)[67],[68]

### Co-direction de la publication des œuvres théâtrales de William Shakespeare
- 2019 : Comme il vous plaira / As You Like It (traduit par Cécile Ladjali)[69]
- 2022 : Le Conte d'hiver / The Winter's Tale (traduit par Jean-René Lemoine)[70]
- 2023 : La Tempête / The Tempest (traduit par Eric Sarner)[71]
- 2023 : La Mégère apprivoisée / The Taming of the Shrew (traduit par Emmanuelle Favier)[72]

## Discographie

### Récitant
- 1999 : v = H/6 [ I(2a+2a') + I'(2a'+2a) ] ou le volume du tas de sable (Musique de Franck Smith - Texte de Florient Azoulay)[73]
- 2013 : N°78707 (Musique Hélios Azoulay - Texte extrait d'un journal de captivité d'un triangle rouge)[74]
- 2019 : Wichita Vortex Sutra (Musique de Philip Glass - Texte d'Allen Ginsberg)[75]
- 2020 : No-Ja-Li (Le Palais du silence) et Un Jour affreux avec le diable dans le beffroi (Musique de Claude Debussy - Textes de George de Feure et Robert Orledge)[76]